# 纪伊法螺
纪伊法螺（学名：Cymatium exaratum kiiense），是异足目法螺科梭法螺属的一种。主要分布于台湾，常栖息在浅海的岩砾底。